# Samoaanse tala
De tala is de munteenheid van Samoa. Eén tala is honderd sene, wat respectievelijk een vertaling is van dollar en cent in het Samoaans.
De volgende munten worden gebruikt: 10, 20, 50 sene en 1, 2 tala. Het papiergeld is beschikbaar in 2, 5, 10, 20, 50 en 100 tala.